# Fábio Júnior Pereira
Fábio Júnior Pereira (Manhuaçu, 1977. november 20. –) brazil labdarúgócsatár.

## Pályafutása

### A válogatottban
1998 és 1999 között három mérkőzésen játszott a brazil labdarúgó-válogatottban.
Tagja volt a brazil U23-as labdarúgó-válogatottnak is, amely megnyerte a 2000-es dél-amerikai U23-as előolimpiai tornát.

## Statisztika

### A válogatottban
| Válogatott | Év       | Mérk. | Gólok |
| ---------- | -------- | ----- | ----- |
| Brazília   | 1998     | 1     | 0     |
| Brazília   | 1999     | 2     | 1     |
| Összesen   | Összesen | 3     | 1     |

## Sikerei, díjai

### Klubcsapatokkal
Cruzeiro
- Dél-Minas kupa: 2002
- Minas Gerais bajnokság: 1997, 1998, 2002
- Brazil kupa: 2000

Brasiliense
- Campeonato Brasiliense: 2008

El-Vahda
- Egyesült arab emírségekbeli bajnokság: 2005